# Geovanna Bañuelos de la Torre
Geovanna del Carmen Bañuelos de la Torre (Guadalupe, Zacatecas; 23 de febrero de 1980) es una arquitecta, licenciada en derecho y política mexicana, es miembro del Partido del Trabajo. Ha sido en dos ocasiones diputada al Congreso de Zacatecas y es actualmente Senadora por lista nacional y coordinadora de la bancada del Partido del Trabajo en el Senado de la República.

## Reseña biográfica
Militante del Partido del Trabajo y ha sido líder estatal del partido en Zacatecas, integrante de la Coordinación Nacional del partido y comisionada nacional en el estado de Zacatecas. Fue además, subdirectora de Protección Civil en el gobierno del estado.
En dos ocasiones ha sido elegida diputada al Congreso de Zacatecas; de 2010 a 2013 a la LX Legislatura del estado, y de 2016 a 2018 a la LXII Legislatura estatal. En 2018 solicitó licencia a este cargo al ser electa Senadora por lista nacional como parte de la coalición Juntos Haremos Historia para el periodo de ese año al de 2024, correspondiente a las legislaturas LXIV y LXV.
En el Senado se integró en la bancada del Partido del Trabajo, siendo además presidenta de la comisión de Minería y Desarrollo Regional, e integrante de las comisiones de Administración, de Relaciones Exteriores con Europa, de Turismo, de Estudios Legislativos y de Justicia.
El 12 de marzo de 2019 fue nombrada coordinadora de la bancada del PT en el senado, en sustitución de Alejandro González Yáñez.